# Potlogeni, Olt
Potlogeni este un sat în comuna Tia Mare din județul Olt, Oltenia, România. În zonă localitatea este cunoscută și sub denumirea de ''Damuri''.
 Acest articol despre o localitate din județul Olt este deocamdată un ciot. Puteți ajuta Wikipedia prin completarea lui.

Sat de o frumusețe rară cu păduri verzi de foioase, străbătut de râul Cungrea și cu celebrul copac,Tecul de la Ionicesti.
1. ↑  Lahovari, G.I., Brătianu, C.I., Tocilescu, G. (1900). Marele Dicționar Geografic al Romîniei. III. București. p. 51.